# Elena Lăpușneanu
Elena Lăpușneanu (née Zaharia le 7 janvier 1985 à Galați) est une joueuse roumaine de volley-ball. Elle mesure 1,80 m et joue au poste de réceptionneuse-attaquante. Elle totalise 75 sélections en équipe de Roumanie.

## Clubs
| Club                 | De        | À         |
| -------------------- | --------- | --------- |
| VC Unic Piatra Neamț | 2001-2002 | 2011-2012 |
| CSM Bucarest         | 2012-2013 | déc 2013  |
| CS Dinamo Bucarest   | 2013-2014 | 2013-2014 |
| VC Unic Piatra Neamț | 2014-2015 | 2014-2015 |
| CS Dinamo Bucarest   | 2015-2016 | 2015-2016 |
| VC Unic Piatra Neamț | 2016-2017 | …         |

## Palmarès
- Championnat de Roumanie
  - Vainqueur : 2002.
  - Finaliste : 2003, 2014.
- Coupe de Roumanie
  - Vainqueur : 2003.
  - Finaliste : 2002, 2014.